# Hieracium erucophyllum
Hieracium erucophyllum es una especie de planta con flor del género Hieracium, de la familia Asteraceae, orden Asterales.

## Taxonomía
Fue descrita científicamente por Zahn. Fue publicada en Fl. Schweiz (Schinz).